# Drum național 64
Der Drum național 64 (rumänisch für „Nationalstraße 64“, kurz DN64) ist eine Hauptstraße in Rumänien. 

## Verlauf

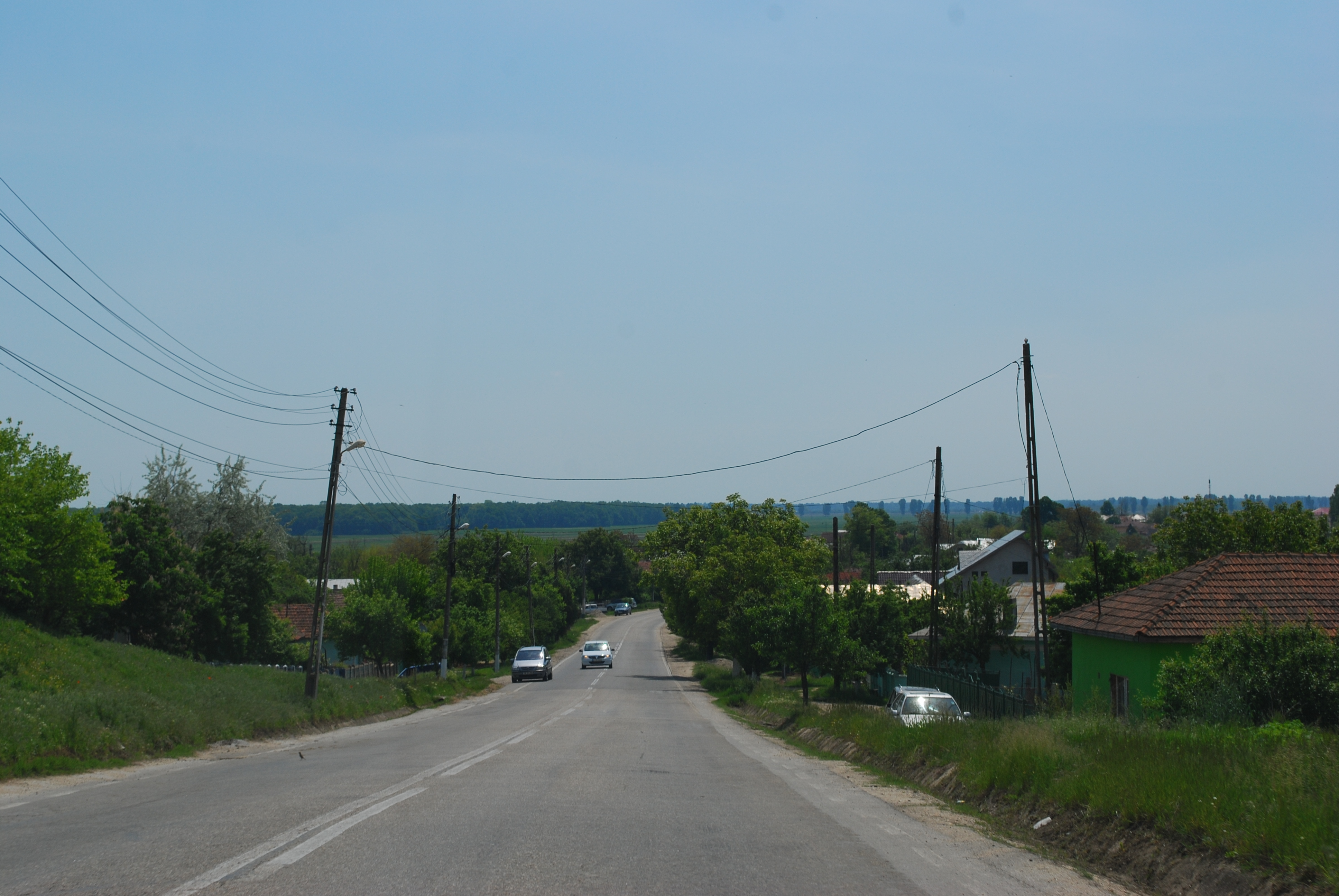
Die Straße bei Osica de Sus

Die Straße zweigt in Caracal vom Drum național 6 (Europastraße 70) nach Norden ab und verläuft über Piatra-Olt, Găneasa, wo der Drum național 65 (Europastraße 574) gekreuzt wird, und weiter parallel zum Fluss Olt  nach Drăgășani, wo sie den Drum național 67B kreuzt, und Băbeni nach der Kreishauptstadt Râmnicu Vâlcea. Dort kreuzt sie zunächst den Drum național 67 und in nordwestliche Richtung führt sie bis in die Kleinstadt und Kurort Băile Olănești.
Die Länge der Straße beträgt rund 135 Kilometer.